# Artesië (streek)

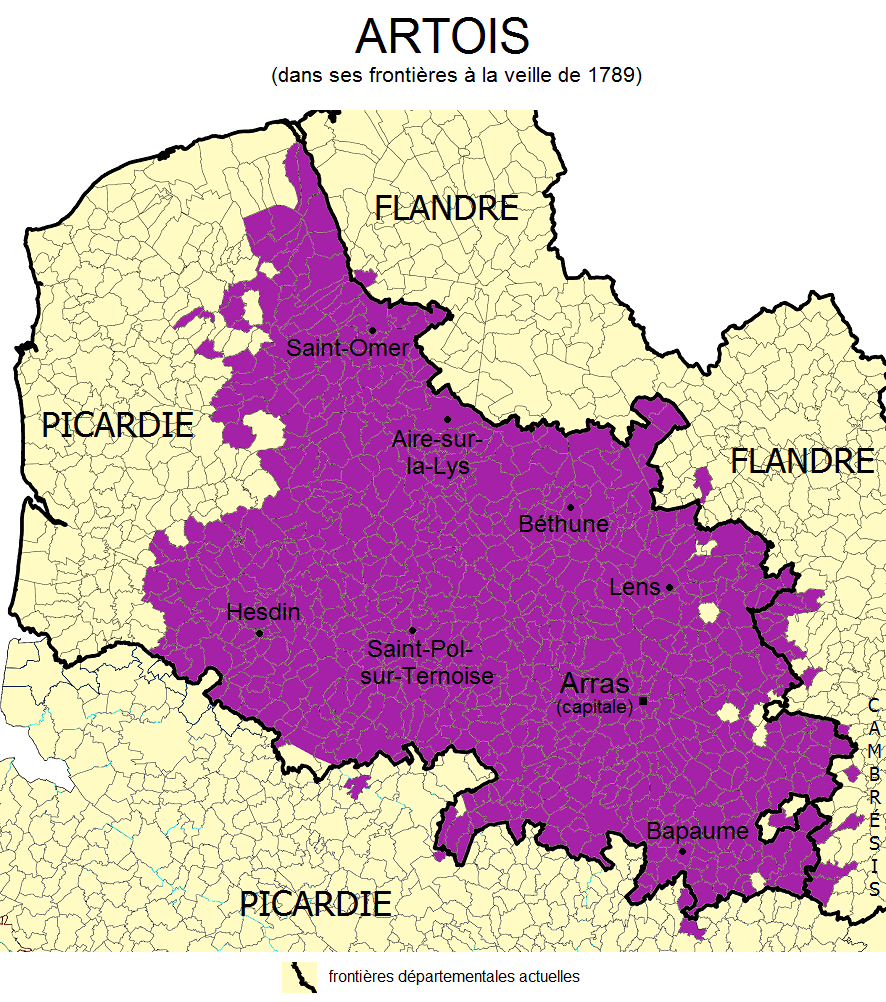
Artesië in 1789

Artesië (Frans: Artois) is een streek in Frankrijk, regio Hauts-de-France. De streek was enige tijd ook een administratieve regio van Frankrijk.

## Geologie
De streek heeft voornamelijk een krijtige ondergrond. De krijtlagen ontstonden er tijdens het Krijt en werden nadien opgeheven om zo de Weald-Artoisanticline te vormen. In de streek komen veel artesische bronnen voor, een type bron die naar de streek werd vernoemd.

## Geschiedenis

Wapenschild van Artesië

Artesië was voor en na de Romeinse tijd in Gallia Belgica het gebied van de Keltische stam der Atrebati.

Artesië maakte een tijdlang deel uit van de Zeventien Provinciën.

### Franse provincie
Na de annexatie van Frankrijk in 1659 werd het voormalige graafschap Artesië een zelfstandige Franse provincie onder het ancien régime. De hoofdstad bleef (net als ten tijde van het graafschap) de stad Atrecht (Frans: Arras). De provincie Artesië bleef bestaan tot Franse Revolutie en werd daarna opgenomen in het departement Pas-de-Calais, regio Hauts-de-France. Het voormalige gebied komt ruwweg overeen met de hedendaagse arrondissementen Atrecht, Lens, Béthune en Sint-Omaars.

## Heden
Sinds Artesië is opgegaan in het departement Pas-de-Calais en later Haut de France, heeft het geen administratieve betekenis meer. De naam komt nog voor in de naam van een aantal gemeenten: Aubigny-en-Artois, Fortel-en-Artois, Gouy-en-Artois, Ham-en-Artois, Inchy-en-Artois, Pas-en-Artois, Le Quesnoy-en-Artois, Vis-en-Artois en Vitry-en-Artois.